# Mattstetten
Mattstetten es una comuna suiza del cantón de Berna, situada en el distrito administrativo de Berna-Mittelland. Limita al norte con las comunas de Jegenstorf y Münchringen, al este con Hindelbank y Bäriswil, al sur con Krauchthal y Bolligen, y al oeste con Urtenen-Schönbühl.
Hasta el 31 de diciembre de 2009 situada en el distrito de Fraubrunnen.

## Referencias

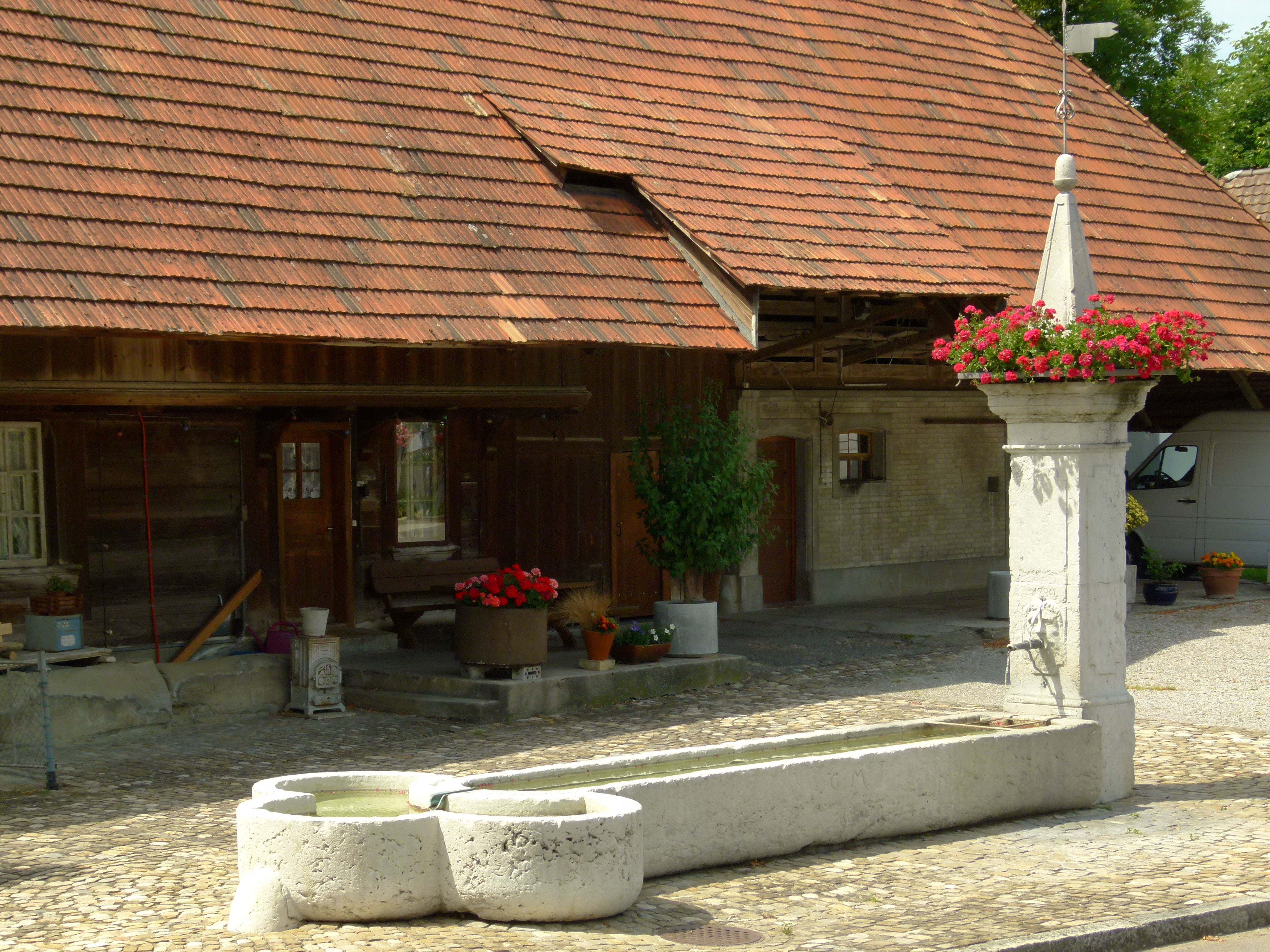
Fuente en Mattstetten.